# Carolina Abril
Carolina Abril (Santa Cruz de Tenerife; 19 de julio de 1992) es una ex actriz pornográfica y streamer española.

## Biografía
Carolina Abril comenzó en la industria pornográfica a los 18 años de edad, cuando se presentó a su primer casting. También trabajó para el cineasta porno español Torbe en su página Putalocura.
En 2013 ganó el show en línea erótico de La Mansión de Nacho, que dirigía el actor y director Nacho Vidal.
Desde sus comienzos, ha trabajado para estudios del sector como Evil Angel, Girlfriends Films, Brazzers, Lust Films o Private.
En 2014 y 2016 recibió sendas nominaciones en los Premios XBIZ en la categoría de Artista femenina extranjera del año.
En diciembre del año 2015, Carolina fue portada de la revista Interviú en su número 2069.
Sobre su sexualidad, en diversas entrevistas se ha autodenominado como pansexual.
En noviembre de 2020 anunció a través de la plataforma Twitch, y posteriormente por sus redes sociales, que se retiraba de la industria del cine para adultos. Hasta ese anuncio, Abril había participado en más de 210 películas como actriz.
Algunos títulos de su filmografía fueron 5 Young Lawyers Take Cock, Big Dick Brother, Hard Academy, Nacho's Fucking Warehouse, Party House, Rocco Siffredi Hard Academy 2 o Stepmom Lessons 5.

## Premios y nominaciones
| Año  | Ceremonia     | Resultado | Premio                              | Trabajo |
| ---- | ------------- | --------- | ----------------------------------- | ------- |
| 2013 | Premios Ninfa | Ganadora  | Mejor webcamer                      | —       |
| 2014 | Premios Ninfa | Ganadora  | Premios del público - Mejor actriz  | —       |
| 2014 | Premios XBIZ  | Nominada  | Artista femenina extranjera del año | —       |
| 2015 | Premios Ninfa | Ganadora  | Mejor actriz                        | —       |
| 2016 | Premios Ninfa | Ganadora  | Premios del público - Mejor actriz  | —       |
| 2016 | Premios XBIZ  | Nominada  | Artista femenina extranjera del año | —       |
| 2017 | Premios Ninfa | Ganadora  | Premios del público - Mejor actriz  | —       |